# Hawsh al-Sayyid Ali
Hawsh al-Sayyid Ali (tiếng Ả Rập: حوش السيد علي, còn được gọi là Hosh al-Sayyed Ali) là một ngôi làng ở miền trung Syria, một phần hành chính của Tỉnh Homs, nằm ở phía tây nam của Homs và ngay phía đông biên giới với Liban. Các địa phương gần đó bao gồm al-Masriyah ở phía tây bắc, al-Qusayr ở phía đông bắc, Rabishima ở phía đông, al-Nizariyah ở phía nam. Theo Cục Thống kê Trung ương (CBS), Hawsh al-Sayyid Ali có dân số 541 người trong cuộc điều tra dân số năm 2004. Cư dân của nó chủ yếu là người Hồi giáo Shia.